# جاك غوغان
جاك غوغان (بالإنجليزية: Jack Gaughan)‏ هو رسام توضيحي أمريكي، ولد في 24 سبتمبر 1930 في سبرينغفيلد في الولايات المتحدة، وتوفي في 21 يوليو 1985.